# Karl IX:s ryttarstaty i Göteborg

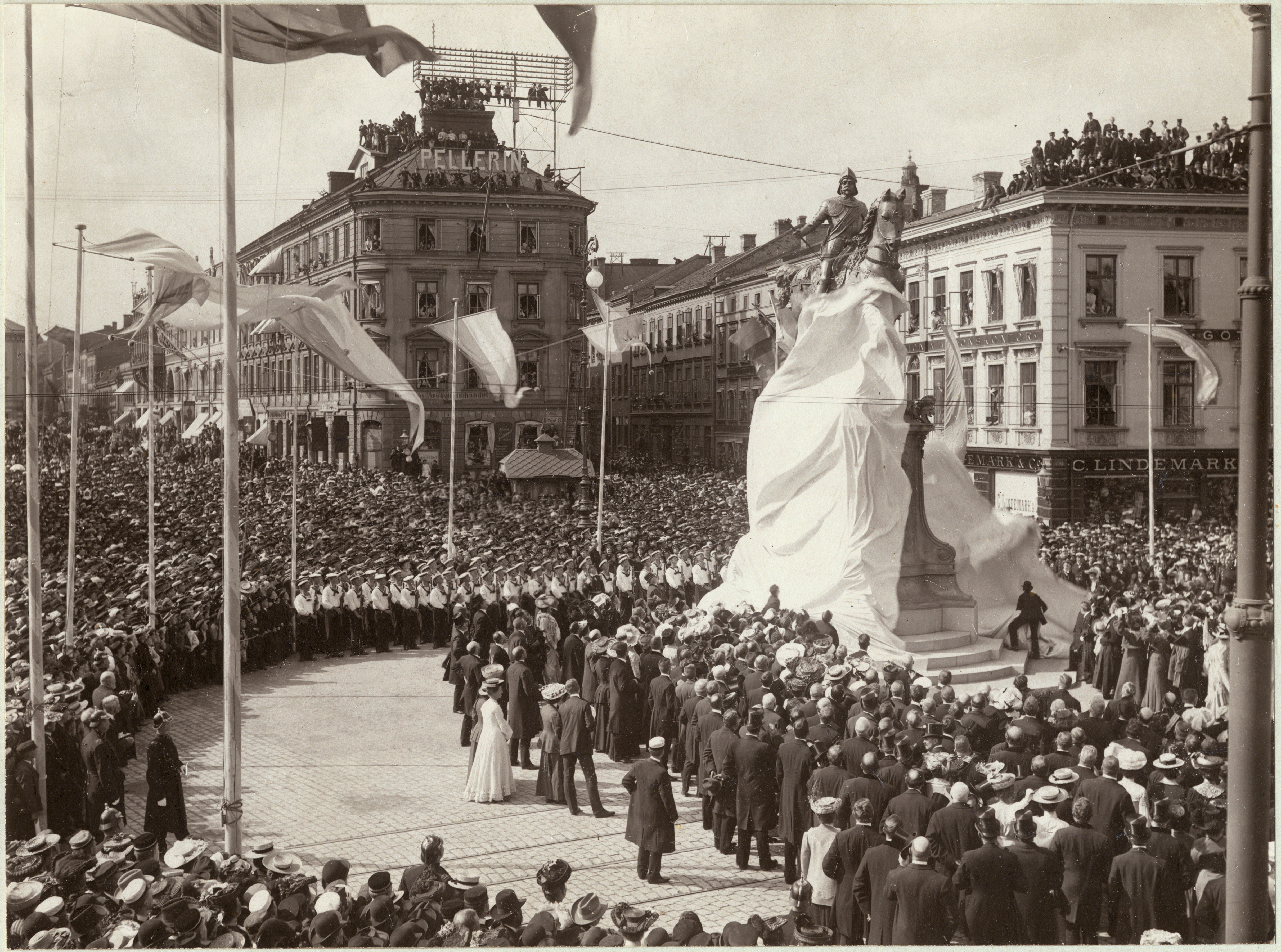
Kungsportsplatsen och avtäckningen av Karl IX:s staty den 7 september 1904.

Karl IX:s ryttarstaty eller "Kopparmärra" är en ryttarstaty i Göteborg, föreställande Karl IX. Den är skapad av skulptören och professorn vid Konstakademien John Börjeson och invigdes 1904 mitt på Östra Hamngatan vid Kungsportsplatsen. 1936 flyttades den till den östra sidan av gatan, nordöst om korsningen med Södra/Östra Larmgatan. 

## Historia

### Bakgrund
Överstelöjtnanten vid Första Göta artilleriregemente, Albert Jacobsson (1844-1912), ansåg i slutet av 1890-talet att Karl IX var värd en staty. Kungen hade grundat föregångaren till Göteborg, det som numera är känt som Karl IX:s Göteborg.
Börjesson hade tagit fram två skisser till statyer, vilka var utställda i Konstföreningens lokaler i Valandhuset under 1899. Det ena arbetet bestod av en ryttarstaty i kraftig renässans. Kungen är här barhuvad och med full krigsutrustning, slagsvärd och harnesk samt en väldig stridsklubba i handen. Hästen går sakta framåt. Den andra visade en stående och tankfull kung, utan häst. Denna mindre staty var kostnadsberäknad till cirka 40 000 kronor. Konstprofessor John Börjesson, från Tölö i Halland men verksam i Stockholm, utsågs av Jacobsson som en lämplig man för att skapa konstverket.
Göteborgs makthavare och konstkännare ansåg till en början att tiden inte var mogen för en dylik staty i Göteborg. Jacobsson stod dock på sig, och 18 maj bad han invånarna i Göteborg om stöd för sin idé. Tre månader senare hade man fått ihop tillräckligt med stöd, med 75 000 kronor komna via Statykommittén, för att projektet kunde godkännas. Den 10 oktober 1900 beslutade Göteborgs stadsfullmäktige att bidra med 25 000 kronor för grundläggningsarbetet. Projektet kostade sammanlagt 107 500 kronor.
I december 1900 fick invånarna i Göteborg se en "provryttare", en tolv meter hög träställning, rullas omkring för att hitta den bästa platsen. Till slut valdes Östra Hamngatans mynning i Kungsportsplatsen.

### Invigning
Konstverket är gjutet i brons hos Otto Meyers konst-, metall- och zinkgjuteri i Stockholm, där statyn var färdiggjuten i november 1903. Den 26 januari 1904 avlade Oscar II ett besök på Meyers "för att taga i betraktande Börjessons nu färdiggjutna staty över Karl IX. Konungen har därvid uttalat sin synnerliga belåtenhet med konstverket." Transporten till Göteborg av statyn skedde i juli samma år.
Statyn invigdes klockan 12 den 7 september 1904 av Oscar II, efter att landshövding Gustaf Lagerbring hållit ett anförande. Kungen ropade ut sitt budskap: "Och dock bör det aldrig förgätas, att Karl den nionde med klokhet, kraft och ihärdighet, om och stundom enligt vår samtids begrepp med öfverdrifvet hård hand, värnade om fadrens och förberedde sonens värk."
Statyn stod då mitt på Östra Hamngatan, vänd i östlig riktning, ett tiotal meter från sin nuvarande placering på den östra delen av Kungsportsplatsen i Göteborg. På grund av den tilltagande trafiken påbörjades en flytt av statyn den 6 december 1935 till sin nuvarande plats och den 5 mars 1936 var allt klart. Statyn med sitt fundament av 25 ton västkustgranit, står nu vänd i riktning mot väster. Den har inskriptionen Iehovah solatium meum ("Jehova min tröst"), vilket var Karl IX:s valspråk
Vid invigningen 1904 togs det fram ett minnesblad, ur vilket man kan läsa:
| ”                  | Måtte denna stod, ett storartadt minnesmärke af vår samtids svenska konst och en af vår stads främsta prydnader för framtiden, uppfylla det syfte, som gifvarna af detsamma afsett, att hugfästa minnet af en af vårt folks största konungar och mana efterföljande släkten att vårda hans verk genom lika uppoffrande arbete i fosterlandets tjänst! | „ |
| – Minnesblad 1904. | |   |

På kvällen gavs en festföreställning på Stora teatern, där det uppfördes "en historisk bagqatell" i en akt från Karl IX:s dagar, kallad "Vinter och vår."

### Bilder

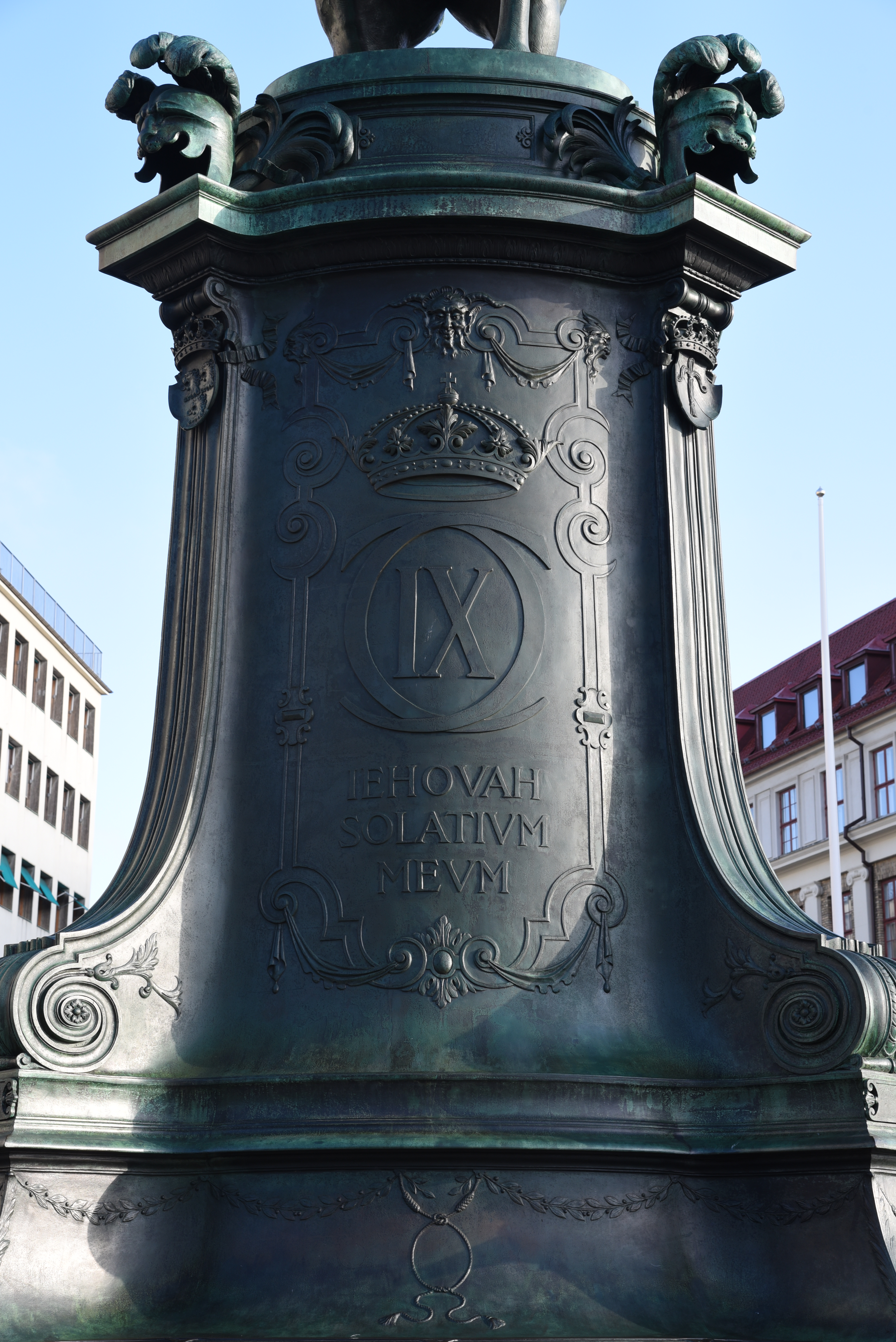
Karl IX:s valspråk, ”Jehova är min tröst” på piedestalens framsida.
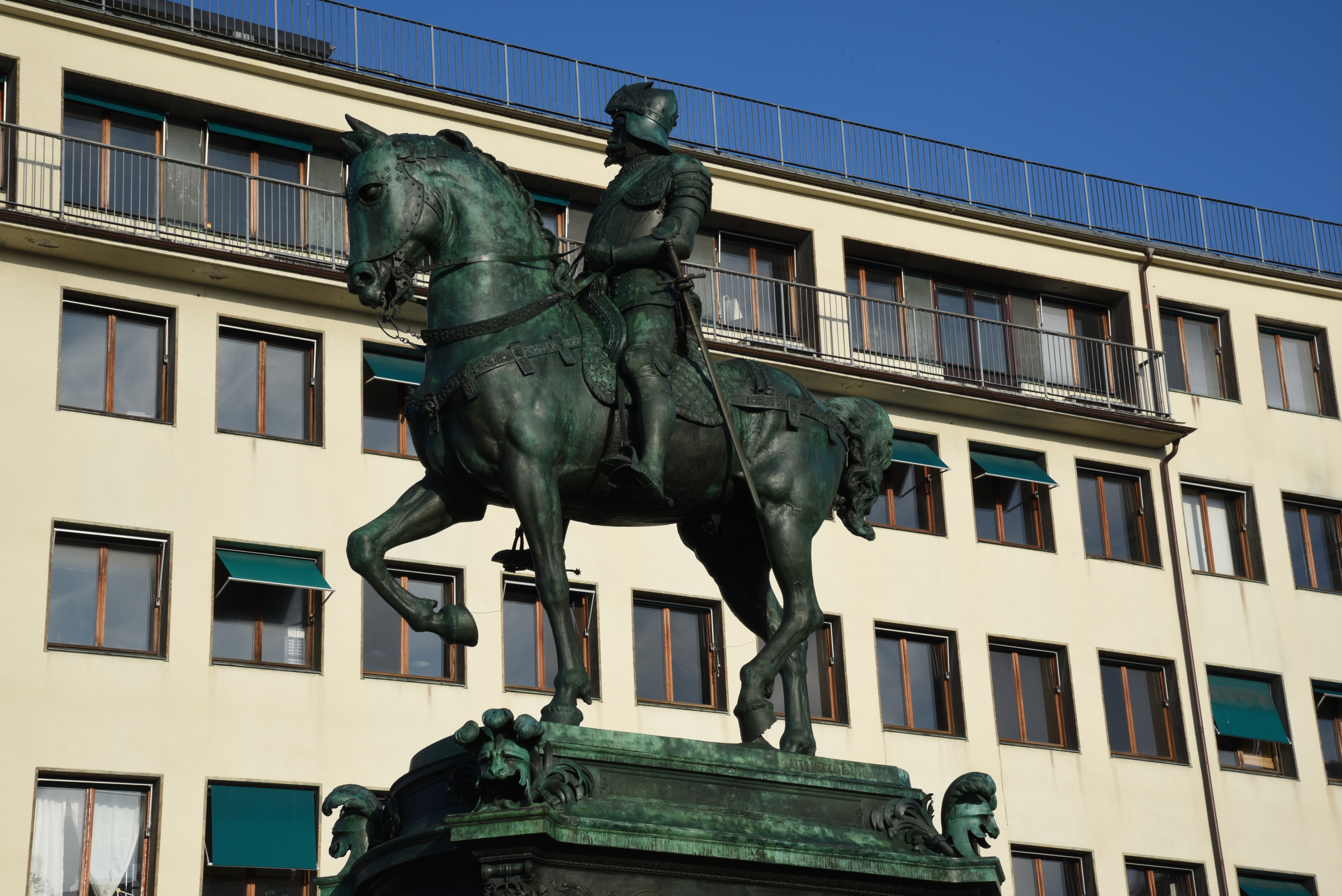
På sidan av statyn står det Otto Meyer Fud. Sthm.
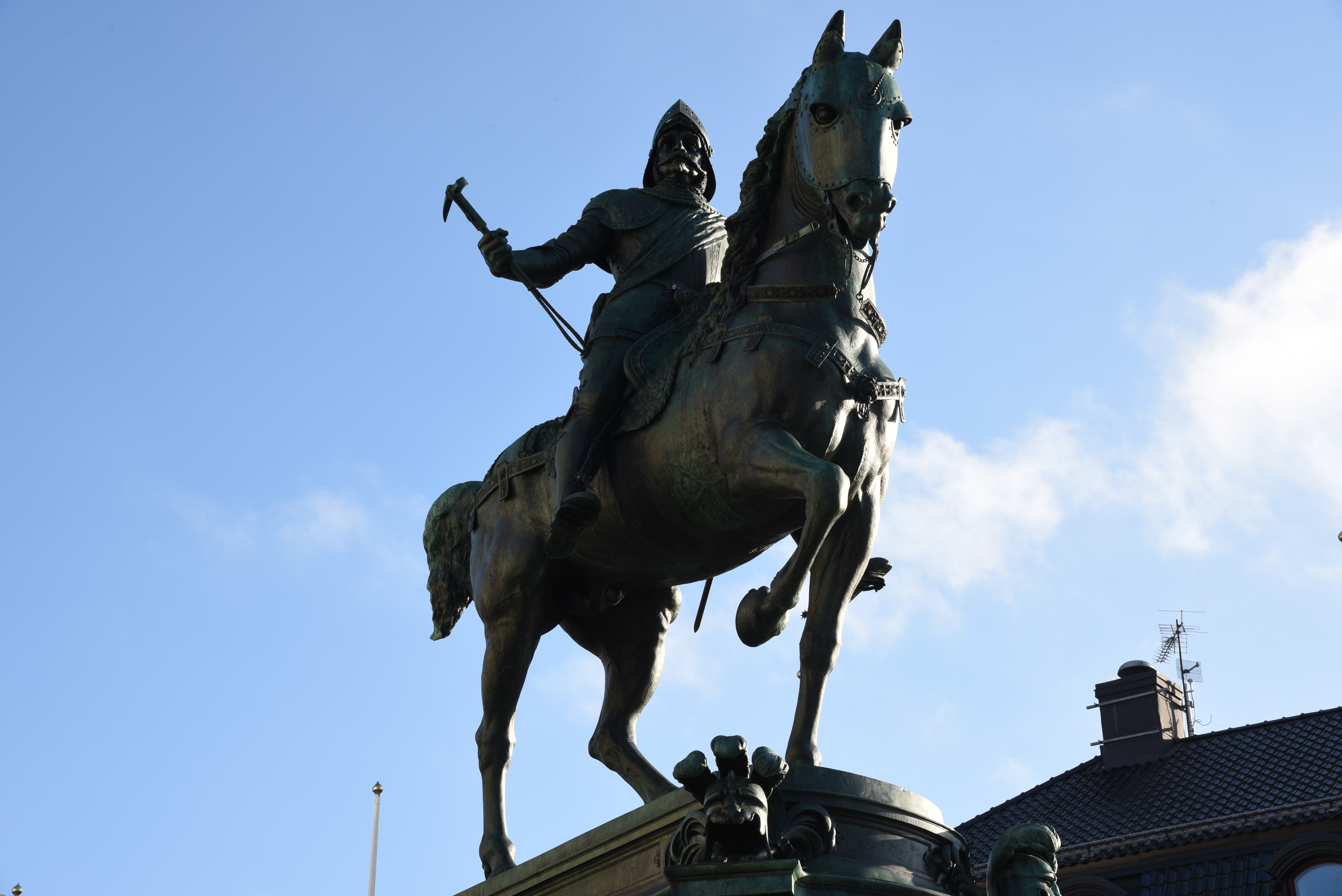
Närbild underifrån
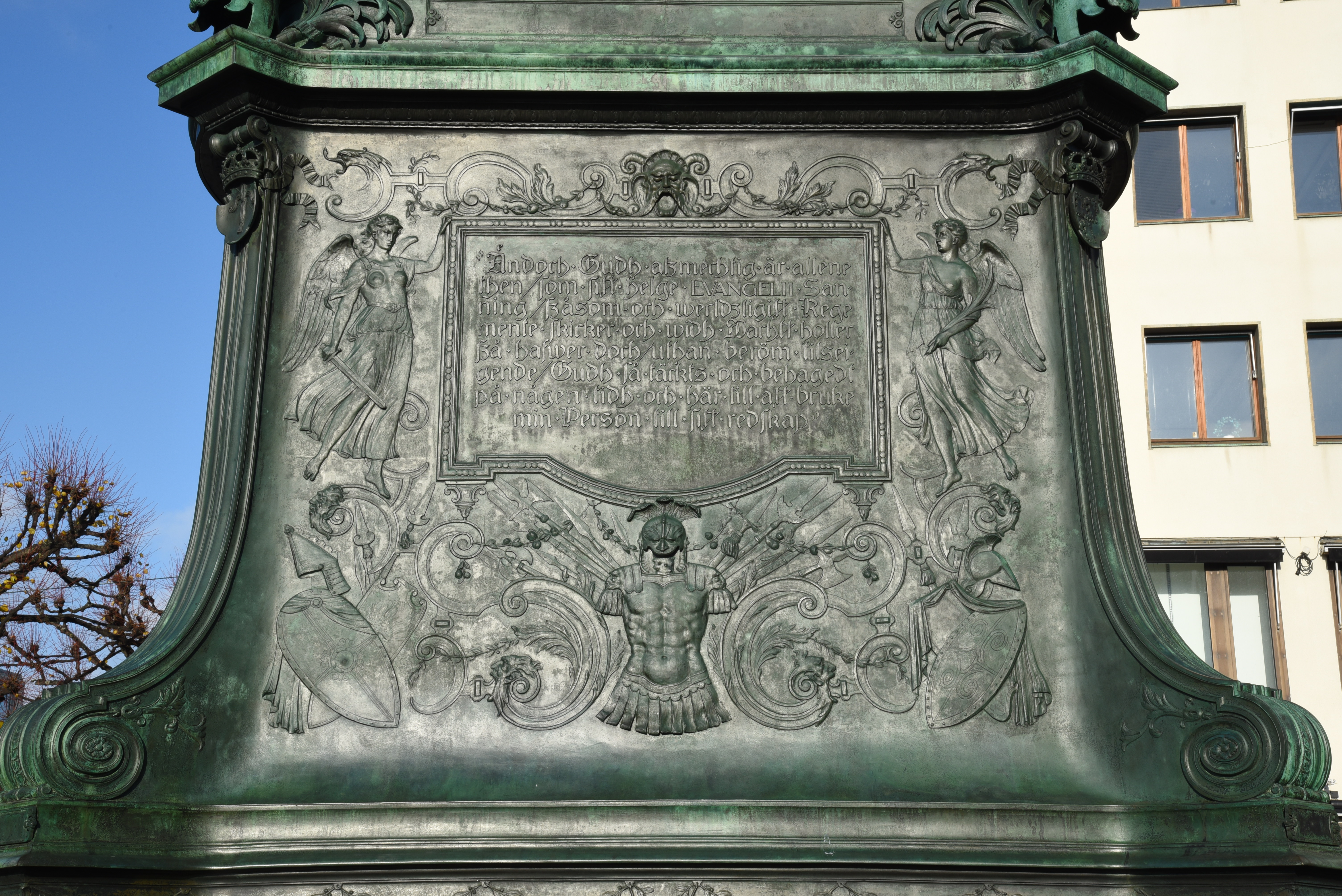
Texten på ena sidan.
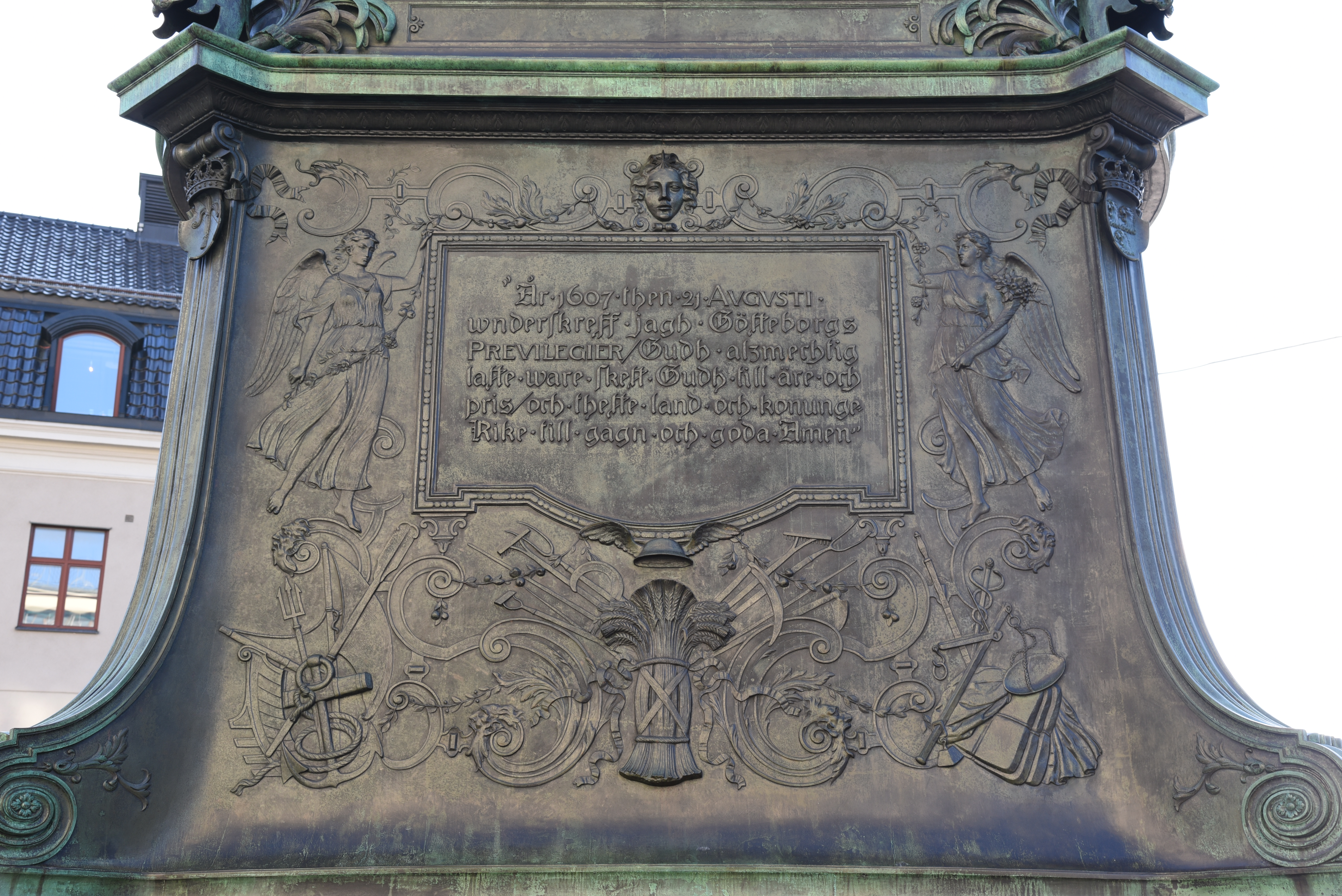
Texten på andra sidan.
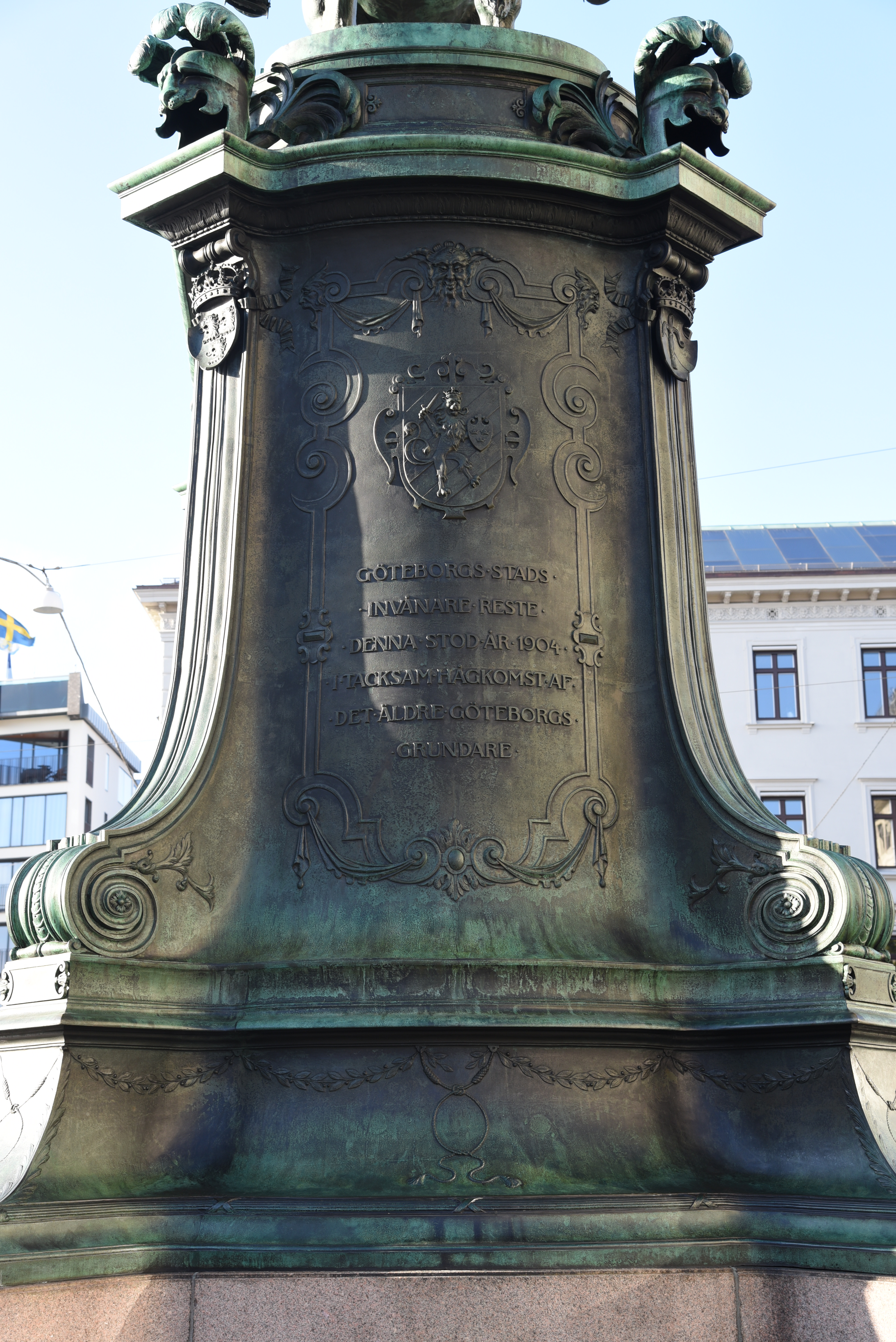
Texten på piedestalens baksida

### Placering
Inom kommittén för statyns placering var man överens om att Kungsportsplatsen med omnejd var det riktiga, och tre alternativ diskuterades:
1. Mellan fastigheterna nr 1 och 2 och mellan de tilltänkta spårvägslinjerna med framsidan riktad mot Kungsportsbron.
2. I medellinjen av den nya bron, med risk för att statyn skulle komma i brännpunkten för trafiken till och från Kungstorget.
3. Framför trottoarkanten vid den östra båglampans stolpe med fronten utåt Kungsportsplatsen.

Vid Stadsfullmäktiges möte den 21 augusti 1902 beslutades om alternativ 2, vilket skulle visa sig bli den mest problemfyllda placeringen. Många menade att platsen för statyn istället skulle vara Färjenäs, vid Göta älvs mynning, där Karl IX:s Göteborg anlades redan 1607.
Under några år på 1980-talet fanns konkreta planer på att flytta tillbaka statyn västerut, till sin ursprungliga plats på andra sidan Östra Hamngatan framför nuvarande hotell Avalon. Skälet var att staden önskade frigöra ytor för uteserveringar. Man tyckte också att kungen skulle blicka söderut, mot Kungsportsplatsen.
Åren 1797-1899 fanns en vattenreservoar på platsen för statyn.

### Svärdstölden
Natten till den 27 oktober 1977 stal "ett par män" i 20-25-årsåldern svärdet som ryttaren bar på, hängande från höften. I slutet av oktober året därpå hade ett gjuteri i Partille låtit gjuta ett nytt svärd, 30 kilo tungt och 190 centimeter långt. Kostnaden uppgick till cirka 20 000 kronor och svärdet var på plats i mitten av november samma år.

### Restaurering
Mellan april och oktober 2018 genomfördes en omfattande restaurering av ryttarstatyn. Trasiga tyglar och stigläder lagades, medan pålagrad korrosion, sand och luftföroreringar togs bort. Dessutom vaxades statyn för att den gröna färgen ska bibehållas.
Restaureringen – den första dokumenterade sedan statyns resande – kostade runt 4,5 miljoner kronor. Planer finns på liknande restaureringar av Jonas Alströmer på Lilla torget och fontänen på Järntorget.

## Utseende och namn

### Storlek och material
Bronsskulpturen är 6 659 kg tung och består till 88 procent av koppar och 12 procent tenn. Piedestalen är 5,6 meter hög, lika hög som ryttaren.
På statyns bronspiedestal, vilken kostade ytterligare 25 000 kronor, finns utdrag ur de kungliga privilegierna för staden:
| ” | Åhr 1607 then 21 augusti underskreff iagh Götheborgs previlegier Gudh alsmechtigh latte var skett Gudh till äre och pris och thette landh och konunge Rike till gagn och goda. Amen. | „ |

Dessutom står ett utdrag ur Karl IX:s kalender:
| ” | Ändock Gudh alzmechtig är allene then som sitt helge Evangelii Sanning Szåsom och Werdsligit Regemente skicker och widh macht holler. Szå hafwer dock, uthan Beröm tilseigende Gudh så täckts och behagedt på någon tidh och härtill att bruka sin person till sitt redskap. | „ |

### Namn
Smeknamnet "Kopparmärra" är ett utslag av göteborgshumorn. Karl IX sitter egentligen på en hingst, men för att driva med statyn har man använt ordet märr – den äldre benämningen för ett sto. Konstverket är dock inte enbart av koppar utan av brons (koppar + tenn).

## Betydelse
"Kopparmärra", med dess postament, är en mycket populär mötesplats i Göteborg.